# Antônio Maria de Moura
Monsenhor Doutor Antônio Maria de Moura (7 de outubro de 1794 — 12 de março de 1842) foi presbítero da Igreja Católica Romana, professor e político brasileiro.

## Biografia
Nasceu em Sabará, na então província de Minas Gerais da colônia portuguesa do Brasil. Fez os primeiros estudos em sua cidade natal e, destinado à vida sacerdotal, viajou para São Paulo em 1812. Ali foi admitido na família do bispo Dom Mateus de Abreu Pereira, que lhe deu suporte para que lhe desse continuidade aos seus estudos. Enfim, foi ordenado presbítero em 1817.
Logo após sua ordenação, mudou-se para Campos dos Goitacases, Rio de Janeiro, onde tinha parentes. Desejoso, no entanto, de dar continuidade aos seus estudos, seguiu para a Europa, para estudar na Universidade de Coimbra, donde voltou diplomado in utroque jure em 1824.
Aplicando-se ao serviço da igreja na paróquia de Campos, onde era vigário um tio seu, e dando-se ao exercício da advocacia, assim que foi criada a Faculdade de Direito de São Paulo, foi nomeado lente da primeira cadeira do segundo ano, sendo transferido depois para a segunda cadeira do quinto ano, a qual exerceu até o fim de sua vida.
Em 1830, foi eleito deputado à Assembleia Geral por sua província natal, Minas Gerais, sendo reeleito continuamente para o mesmo cargo até 1837. Durante esse período, foi, por mais de uma vez, presidente e vice-presidente daquela câmara.
Vagando o bispado do Rio de Janeiro, por morte de Dom José Caetano da Silva Coutinho, em 1833, a Regência escolheu Moura para substituí-lo. Moura era defensor ardoroso da extinção do celibato clerical, e, por esse motivo, a corte de Roma negou-se a confirmá-lo como novo bispo. Isto causou grande abalo nas relações entre o Império do Brasil e a Santa Sé. Finalmente, após seis anos, Moura abriu mão da indicação, sua renúncia prontamente aceita e confirmado outro bispo para a Diocese do Rio: Manuel do Monte Rodrigues de Araújo. Moura, por sua vez, foi nomeado Prelado Doméstico de Sua Santidade.
Em 1837, de volta a São Paulo, tomou assento na Assembleia Provincial de 1838 a 1841, tendo sido seu presidente numa das sessões. No âmbito da Igreja, exerceu as funções de examinador sinodal do bispado e diretor espiritual do convento de Santa Teresa.
Moura padecia de diabetes tipo 2. Tratando desta enfermidade, sobreveio-lhe uma gastrite que o levou à morte. Seu corpo foi sepultado na Igreja da Ordem Terceira do Carmo.